# Кенігсфельд (Мекленбург-Передня Померанія)
Кенігсфельд (нім. Königsfeld) — громада в Німеччині, розташована в землі Мекленбург-Передня Померанія. Входить до складу району Північно-Західний Мекленбург. Складова частина об'єднання громад Рена.
Площа — 32,40 км2. Населення становить 961 ос. (станом на 31 грудня 2020).